# James McMurtry
James McMurtry (* 18. März 1962 in Fort Worth, Texas) ist ein US-amerikanischer Folkrockgitarrist und Singer-Songwriter.

## Leben
James McMurtry entstammt der 1959 geschlossenen Ehe des Schriftstellers Larry McMurtry mit Josephine Ballard, einer Englischlehrerin. Nach der Scheidung der Eltern 1966 wuchs er in Leesburg im Bundesstaat Virginia auf. Im Alter von sieben Jahren bekam er von seinem Vater eine Gitarre geschenkt. Seine Mutter brachte ihm drei Akkorde bei, den Rest eignete sich McMurtry selbst an.
Als Teenager schrieb er seine ersten Songs und trat während seines Englisch- und Spanischstudiums an der University of Arizona in Tucson bereits mit eigenen Liedern auf.
Nach einer kurzen Zeit in Alaska kehrte er zu seinem Vater nach Texas zurück, um sich anschließend in San Antonio als Maler, Schauspieler, Barkeeper und Sänger durchzuschlagen.
1987 ermunterte ihn ein Freund, beim New Folk songwriter contest teilzunehmen. Er gehörte zu den sechs Gewinnern des Jahres.
Etwa zur selben Zeit bot sich die Gelegenheit, ein Demoband an John Mellencamp weiterzugeben, das diesen so beeindruckte, dass er 1989 McMurtrys Debütalbum Too Long in the Wasteland koproduzierte. Es folgte der Soundtrack zum Film Falling in Grace, den er gemeinsam mit Mellencamp, John Prine, Joe Ely und Dwight Yoakam unter dem Bandnamen  „Buzzin' Cousins“ aufnahm.
Das 2005 erschienene Album McMurtrys, Childish Things, wurde von der Kritik hoch gelobt. Bei dem Album handelt es sich um das politischste, das er aufnahm. Er kritisiert darin George W. Bush und seine Außenpolitik insbesondere im Irak sowie die Supermarktkette Wal-Mart.
2015 kam mit Complicated Game McMurtrys neuntes Studioalbum auf den Markt, das sich aufgrund der weitgehend akustischen Arrangements stark von seinen bisherigen Veröffentlichungen abhob. Es gehört zu seinen erfolgreichsten Alben und stieß bei Kritikern überwiegend auf positive Resonanz.  2017 stellte er es nach langjähriger Tournee-Abstinenz in Europa auch hierzulande live vor.
2021 folgte das Album The Horses And The Hounds.
James McMurtry lebt in Austin im Bundesstaat Texas.

## Diskografie
- Too Long in the Wasteland (1989)
- Candyland (1992)
- Where'd You Hide the Body (1995)
- It Had to Happen (1997)
- Walk Between the Raindrops (1998)
- Saint Mary of the Woods (2002)
- Live In Aught-Three (2004)
- Childish Things (2005)
- Just Us Kids (2008)
- Live in Europe (2009)
- Occupy This Album (2012)
- Complicated Game (2015)
- The Horses And The Hounds (2021)